# Seni frontali

Seni paranasali

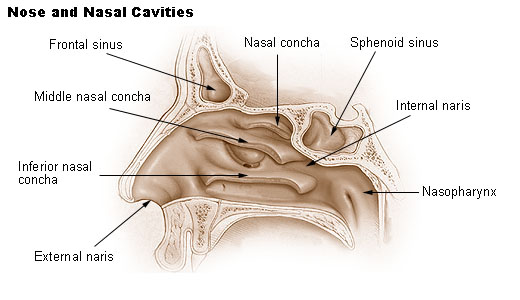
Naso e cavità nasali

I seni frontali sono seni paranasali situati dietro le arcate sopraccigliari. Sono assenti alla nascita, ma già verso i sette o otto anni d'età sono generalmente ben sviluppati e arrivano allo sviluppo completo solo dopo la pubertà. La parete interna delle cavità è coperta da una mucosa.
Lo sviluppo dei seni paranasali comincia già in età fetale, ma solo i seni mascellari e etmoidi sono presenti alla nascita. L'osso frontale alla nascita è membranoso e raramente ospita più di una rientranza. Il tessuto comincia a ossificare a partire dall'età di due anni, conseguentemente questa struttura non è rilevata dall'esame a raggi X prima di quell'età. I seni frontali raramente sono simmetrici: il setto che li collega frequentemente devia verso uno o l'altro lato o verso la linea mediana. Approssimativamente il 5% della popolazione americana non ha seni frontali.

Le misure medie sono le seguenti: altezza 28 mm, larghezza 24 mm, profondità 20 mm, volume 6-7 ml. 
Ognuno di essi comunica, con la sua parte anteriore, al meato medio del naso, attraverso il dotto frontonasale che attraversa la parte anteriore del labirinto dell'osso etmoide. Queste strutture si aprono poi nello iato semilunare del medio meato.
La mucosa della membrana del seno è innervata dal nervo sopraorbitale, che è composto da fibre nervose postganglioniche del sistema nervoso parasimpatico. Secerne muco dal nervo facciale ed è irrorato grazie all'arteria sopraorbitale e anteriore etmoidale.
Grazie alla copiosa produzione di muco, il seno è una parte essenziale del sistema immunitario e di filtraggio del naso. Le mucose del naso e del seno sono cigliate e portano il muco alla coana e infine allo stomaco. Il denso strato superiore del muco nasale intrappola batteri e piccole particelle in un ambiente abbondantemente fornito di cellule immunitarie, anticorpi e proteine antibatteriche. Lo strato inferiore di muco è invece più diluito e fornisce uno substrato in cui le ciglia sono capaci di battere e muovere lo strato superiore verso l'osteo della coana.

## Galleria d'immagini

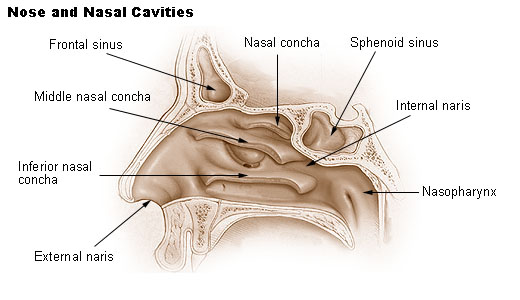
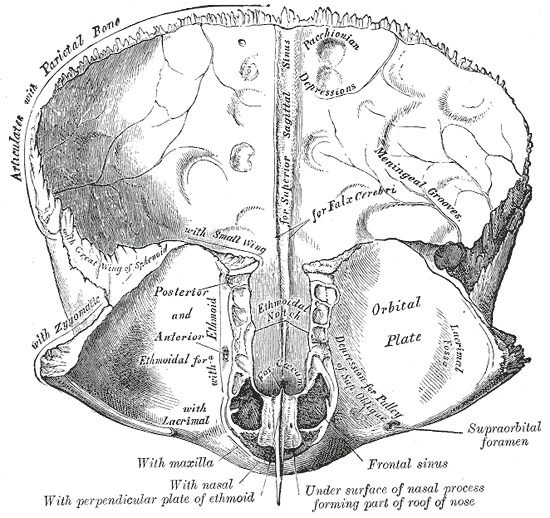
Osso frontale, superficie interna.
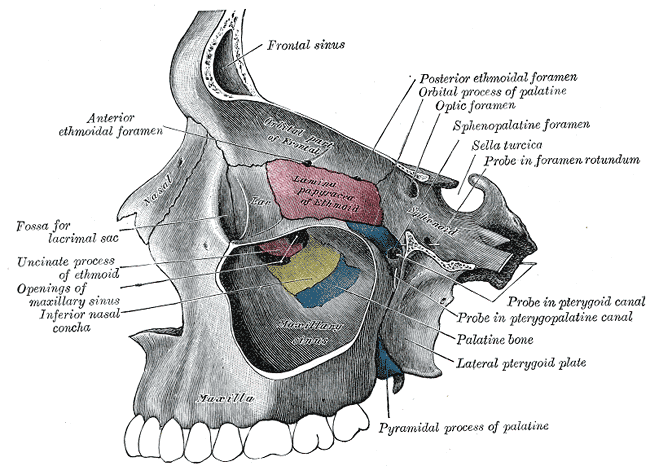
Parete mediale dell'orbita sinistra.
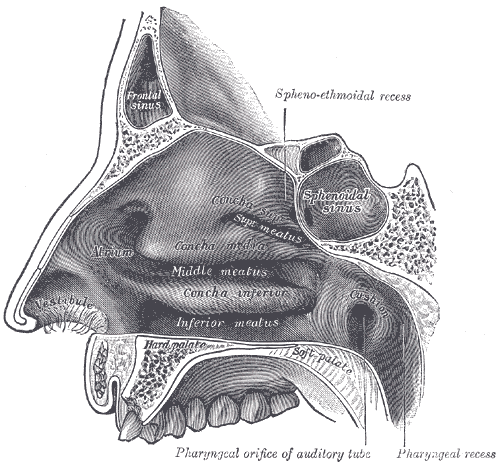
Parete laterale della cavità nasale.
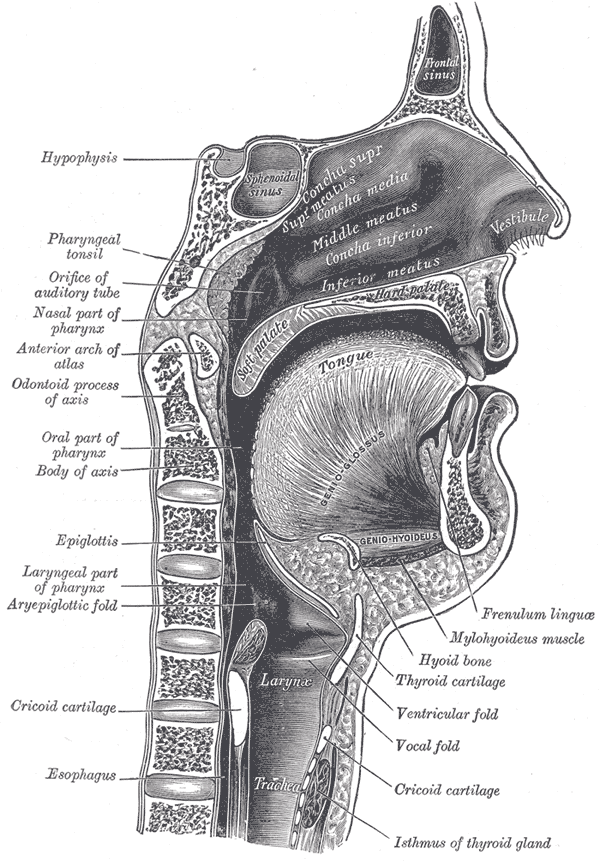
Sezione sagittale di naso, cavo orale, faringe e laringe.
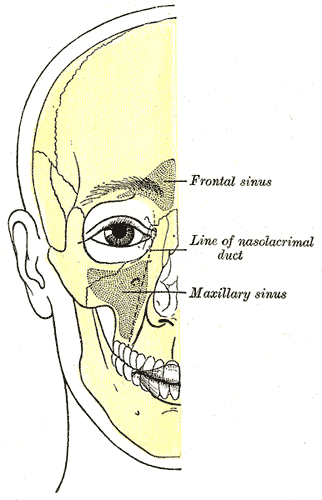
Proiezione della posizione dei seni frontali rispetto alle ossa del volto.